# Roberto Bellarosa
Roberto Bellarosa (* 23. srpna 1994 Wanze, Valonsko, Belgie) je belgický zpěvák italského původu.
Je znám díky svému vítězství v prvním ročníku soutěže The Voice Belgique (Hlas Belgie). V květnu vystoupil v barvách Belgie na Eurovision Song Contest 2013 v Malmö, kde s písní "Love Kills" obsadil 12. místo se ziskem 71 bodů. Od devíti let studoval hudební teorii na konzervatoři v Huy. Jelikož nevynikal v rodinné tradici - fotbale, rozhodl se pečlivě věnovat zpěvu.

## Kariéra

### 2011-2012: The Voice Belgique
V roce 2011 se zúčastnil valonské odnože reality-show The Voice.
Na castingu zazpíval píseň "You Give Me Something" Jamese Morrisona. Všichni tři porotci k němu otočili svá porotcovská křesla na znamení jeho postupu. Jako svého mentora si zvolil Quentina Mosimanna. Dne 10. dubna 2012 se po 16 týdnech stal vítězem soutěže s celkovým ziskem 57 % diváckých hlasů. Jako vítěz uzavřel smlouvu s vydavatelstvím Sony Music, které stojí za jeho debutovým albem a dvěma singly.
| Vystoupení v Hlasu Belgie | Vystoupení v Hlasu Belgie | Vystoupení v Hlasu Belgie | Vystoupení v Hlasu Belgie        | Vystoupení v Hlasu Belgie                                      |
| Stage                     | Datum                     | Píseň                     | Původní interpret                | Poznámka                                                       |
| ------------------------- | ------------------------- | ------------------------- | -------------------------------- | -------------------------------------------------------------- |
| Casting                   | 3. ledna 2012             | "You Give Me Something"   | James Morrison                   |                                                                |
| Rozstřel                  | 31. ledna 2012            | "Même Si"                 | Grégory Lemarchal & Lucie Silvas | Zvítězil v rozstřelu s Danielou Sindaco                        |
| Live                      | 28. února 2012            | "Apologize"               | OneRepublic                      |                                                                |
| Live                      | 13. března 2012           | "Wicked Game"             | Chris Isaak                      |                                                                |
| Live                      | 27. března 2012           | "Le blues du businessman" | Claude Dubois                    |                                                                |
| Live                      | 3. dubna 2012             | "Just the Two of Us"      | Bill Withers                     | Duet s Leonie W'asukulu                                        |
| Live                      | 3. dubna 2012             | "As"                      | Stevie Wonder                    |                                                                |
| Live                      | 10. dubna 2012            | "Firework"                | Katy Perry                       | Vystoupení s Renato Bennardo, Giusy Piccarreta a Daisy Hermans |
| Live                      | 10. dubna 2012            | "You Give Me Something"   | James Morrison                   |                                                                |
| Live                      | 10. dubna 2012            | "Vivre pour le meilleur"  | Johnny Hallyday                  |                                                                |
| Live                      | 10. dubna 2012            | "Jealous Guy"             | John Lennon                      | Vítězné vystoupení                                             |

### 2012-2013: Ma voie a Eurovision Song Contest
V roce 2012 se zúčastnil belgického turné 12 finalistů Hlasu Belgie. Dne 6. července 2012 následně vydal svůj debutový singl "Je Crois", na němž se podílel jeho soutěžní mentor Quentin Mosimann. Jeho debutové album Ma voie bylo vydáno 21. září 2012, a 26. října vyšel druhý singl "Apprends-Moi".
Dne 16. listopadu 2012 vysílatel RTBF oznámil, že bude reprezentovat Belgii na Eurovision Song Contest 2013, ve švédském Malmö. Vystoupil zde s anglicky zpívanou písní "Love Kills". Po postupu ze semifinále (5. místo) obsadil ve finále 12. místo se ziskem 71 bodů.

## Diskografie

### Alba
| Název   | Detaily                                                                                       | Umístění |
| Název   | Detaily                                                                                       | Valonsko |
| ------- | --------------------------------------------------------------------------------------------- | -------- |
| Ma voie | - Vydáno: 21. září 2012 - Vydavatel: Sony Music Entertainment - Formát: Digitální stažení, CD | 11       |

### Singly
| 2012                                                    | "Jealous Guy"  | 4  | Ma Voie |
| 2012                                                    | "Je Crois"     | 37 | Ma Voie |
| 2012                                                    | "Apprends-Moi" | 86 | Ma Voie |
| 2012                                                    | "Love Kills"   | —  | TBA     |
| "—" znamená, že píseň nebyla vydána nebo se neumístila. |                |    |         |

### Jiné
| Rok  | Píseň       | Umístění | Album                          |
| Rok  | Píseň       | Valonsko | Album                          |
| ---- | ----------- | -------- | ------------------------------ |
| 2012 | "Apologize" | 3        | The Voice Belgique Live Show 1 |